# Гула, Ульяна Даниловна
Ульяна Даниловна  Гула (14.02.1918-19.03.2000)  – звеньевая колхоза имени Сталина Ружичнянского района Каменец-Подольской области Украинской ССР, Герой Социалистического Труда (16.02.1948).
Родилась 14 февраля 1918 года в селе Ружичанка Малинической волости Проскуровского уезда Подольской губернии, была у родителей 11-м из 12 детей. 
Окончила Ружичнянскую семилетнюю школу. В 1932-1933 годах училась в Каменец-Подольском педагогическом училище, но продолжить обучение не смогла из-за материального состояния. Вернулась в родное село. Работала в колхозе в полеводческой бригаде, вскоре была назначена звеньевой. 
В 1941-1944 годах проживала на оккупированной немцами территории. Её первый муж Григорий погиб на фронте.
После войны - звеньевая колхоза имени Сталина Ружичнянского района Каменец-Подольской области. 
В 1947 году её звено получило урожай пшеницы 31,82 центнера с гектара на площади 10,45 гектара.
Указом Президиума Верховного Совета СССР от 16 февраля 1948 года за получение высоких урожаев при выполнении колхозом обязательных поставок и натуроплаты за работу МТС в 1947 году и обеспеченности семенами зерновых культур для весеннего сева 1948 года присвоено звание Героя Социалистического Труда с вручением ордена Ленина и золотой медали «Серп и Молот».
Продолжала работать звеньевой колхоза имени Сталина (с 1961 г. – имени XXII съезда КПСС). В 1954 году, несмотря на неблагоприятные погодные условия, получила ещё больший урожай сахарной свёклы, чем в 1953-м.
В 1960 году перешла в садоводческую бригаду.
С 1978 года – персональный пенсионер союзного значения. 
Жила в селе Ружичанка Хмельницкого района Хмельницкой области (Украина). Умерла 19 марта 2000 года.